# Luís Rouxinol
Luís Armando Ferreira Vicente, conhecido como Luís Rouxinol (Montijo, Santo Isidro de Pegões, 8 de agosto de 1968) é um cavaleiro tauromáquico português. 
Um dos mais regulares e bem sucedidos cavaleiros tauromáquicos portugueses, Luís Rouxinol estreou-se em público com apenas oito anos de idade, em Paio Pires, corria o ano de 1976. Aos 11 debutava na Monumental do Campo Pequeno, onde atuou numa garraiada organizada pela Associação de Estudantes do Liceu Gil Vicente. 
Prestou provas para cavaleiro praticante na praça de toiros Daniel do Nascimento, Moita, no dia 26 de maio de 1986.
Em 1981 estreou-se em Espanha e em 1986 em França.
Tomou a alternativa em Santarém, na Monumental Celestino Graça, a 10 de junho de 1987, frente a toiros de João Moura (pai), na corrida do programa Despertar, da Rádio Renascença. Teve como padrinho João Moura e como testemunhas Joaquim Bastinhas e Rui Salvador, atuando nas pegas os forcados de Montemor e Vila Franca.
Durante vários anos, como nas temporadas sucessivas de 2008, 2009, 2010 e 2011, foi o cavaleiro com mais atuações nas praças portuguesas.
Em 2017, por ocasião dos seus 30 anos de profissionalização como cavaleiro tauromáquico, a Câmara Municipal do Montijo dedicou-lhe a exposição Luís Rouxinol: 30 anos de alternativa. 